# Cirenaica

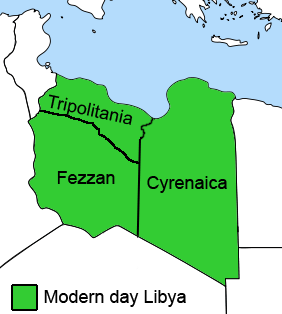
Cirenaica şi unitățile administrative incluzând toată Libia de est din 1927 până în 1963: Cyrenaica Italiană din 1927 pâna în 1937 şi Cyrenaica şi guvernoratul până la 1963.

Cirenaica este o regiune istorică și geografică din estul Libiei. Se află între Golful Sirte și Golful Bomba. Este cunoscută în istorie sub denumirea Cyrenaica sau Pentapolis. În zona din estul Golfului Bomba este cunoscută ca Marmarica. Cyrenaica de azi are o suprafață de aproximativ 850.000 de km ², care ocupă partea de est a Libiei, inclusiv Cirenaica istorică, Marmara și o parte din Deșertul Libian. Ea este delimitată la nord de Marea Mediterană, la est de Egipt, la sud-est de Ciad, la sud de Sudan, la vest de Fezzan și Tripolitania. 
În decursul istoriei, începând din secolul al VII-lea în. Hr., Cirenaica s-a aflat sub stăpânirea berberilor, egiptenilor, grecilor, persanilor, romanilor și a italienilor.  În 1951, Libia a devenit stat independent. 

## Galerie

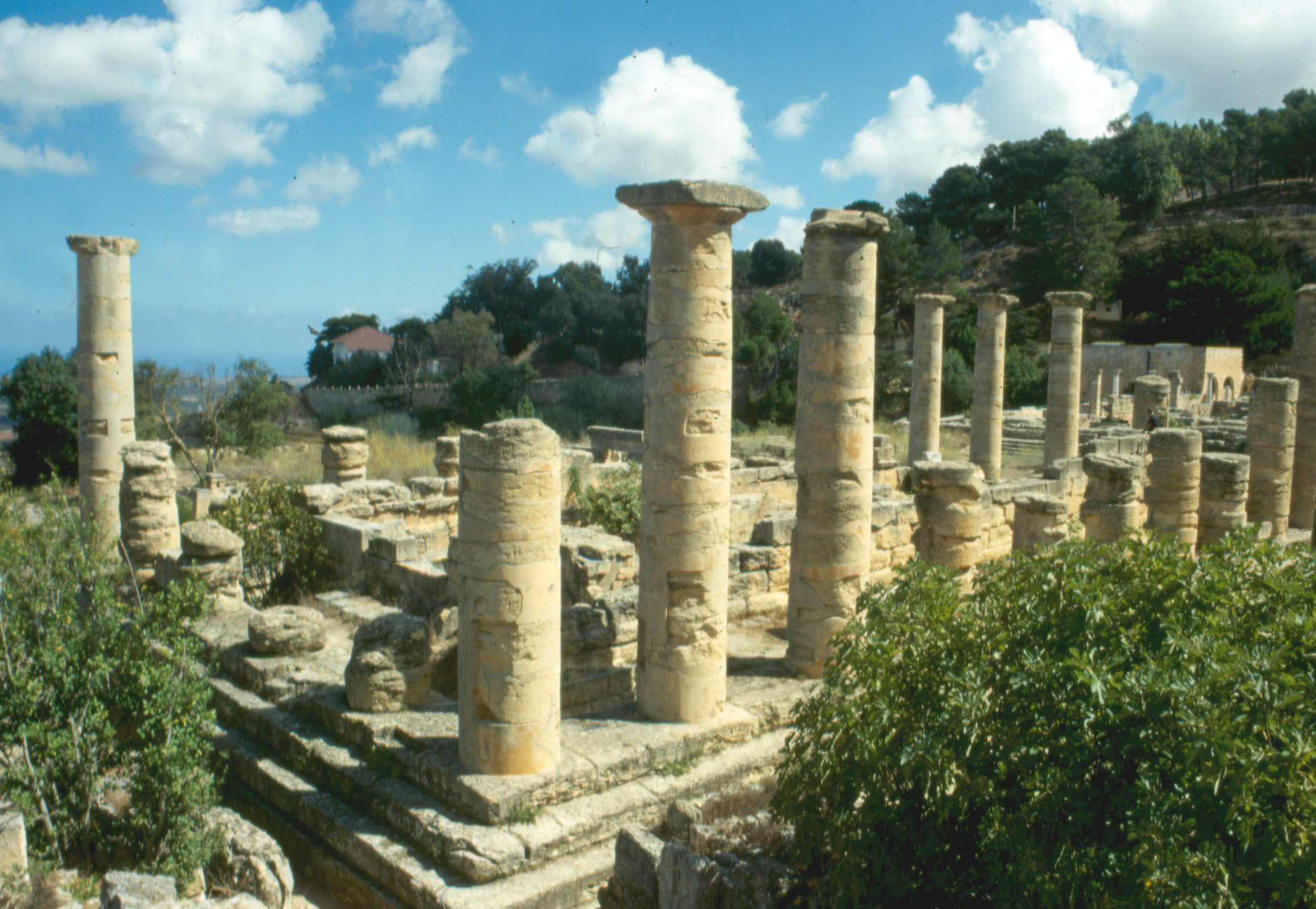
Templul lui Apollo, Libia, Cirene
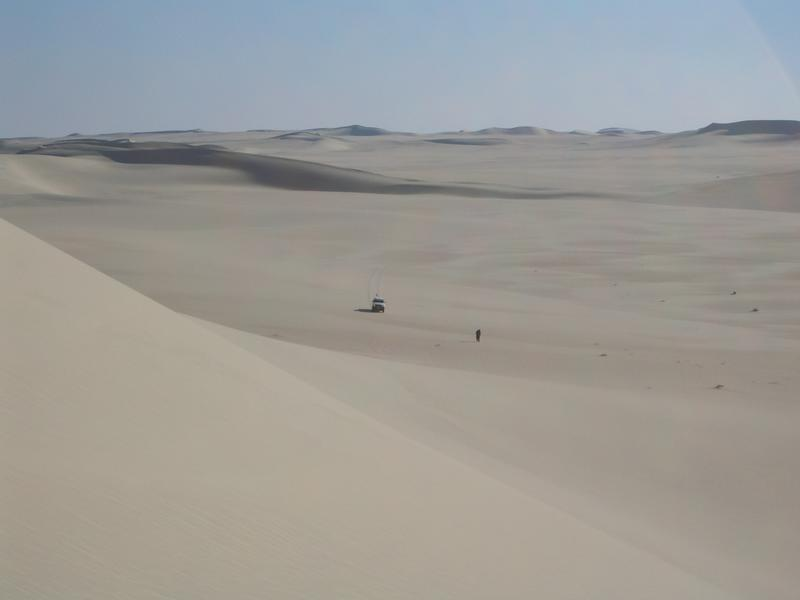
Deşertul Sahara în Cirenaica
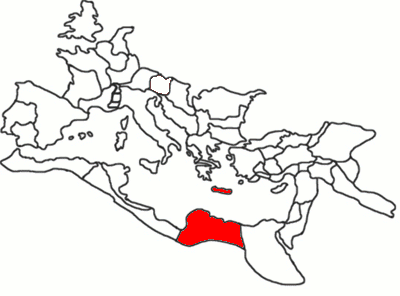
Imperiul Roman cu provincia Creta et Cirenaica evidențiată cu roșu
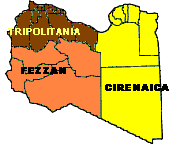
Regiunile geografico-istorice ale Libiei
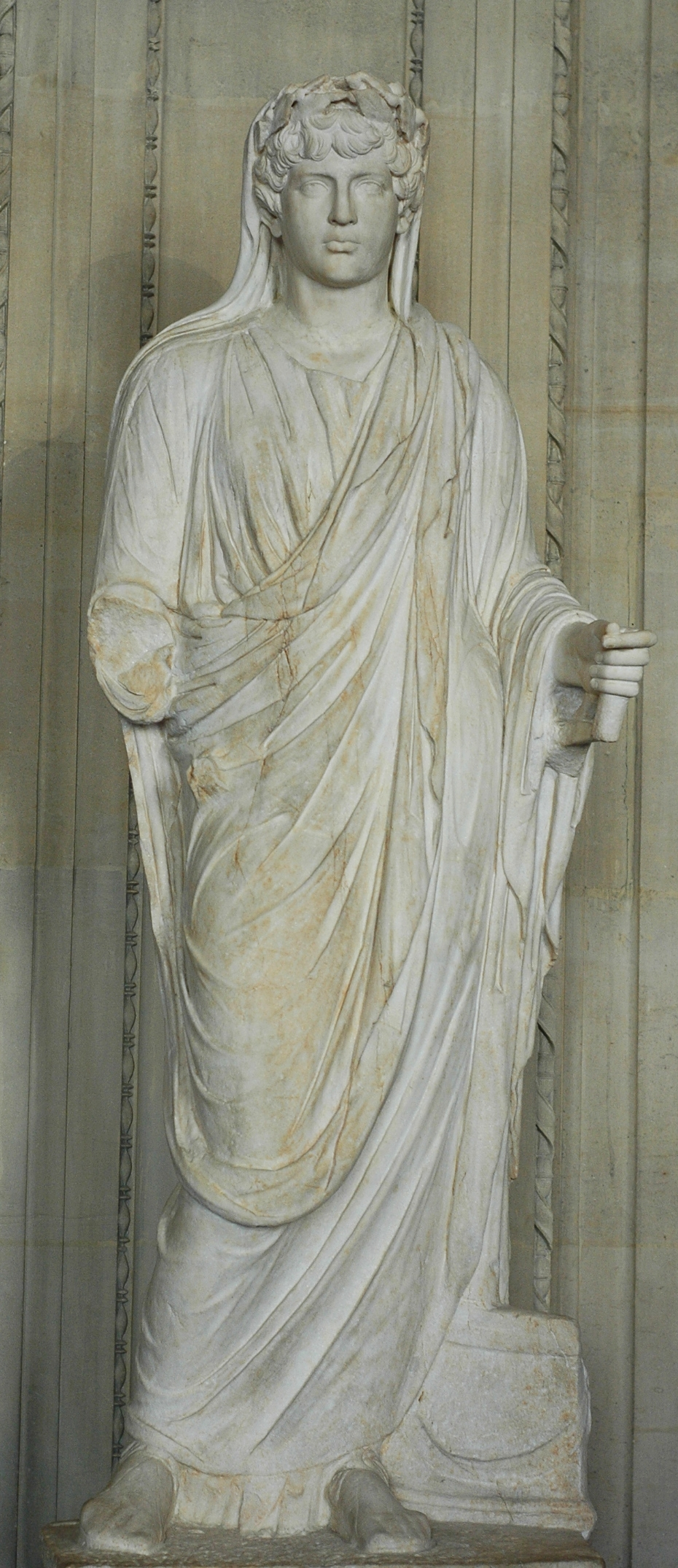
Statuie romană, reprezentând pe Antinous reprezentat ca un preot al cultului imperial oficial, statuie găsită în Cirenaica
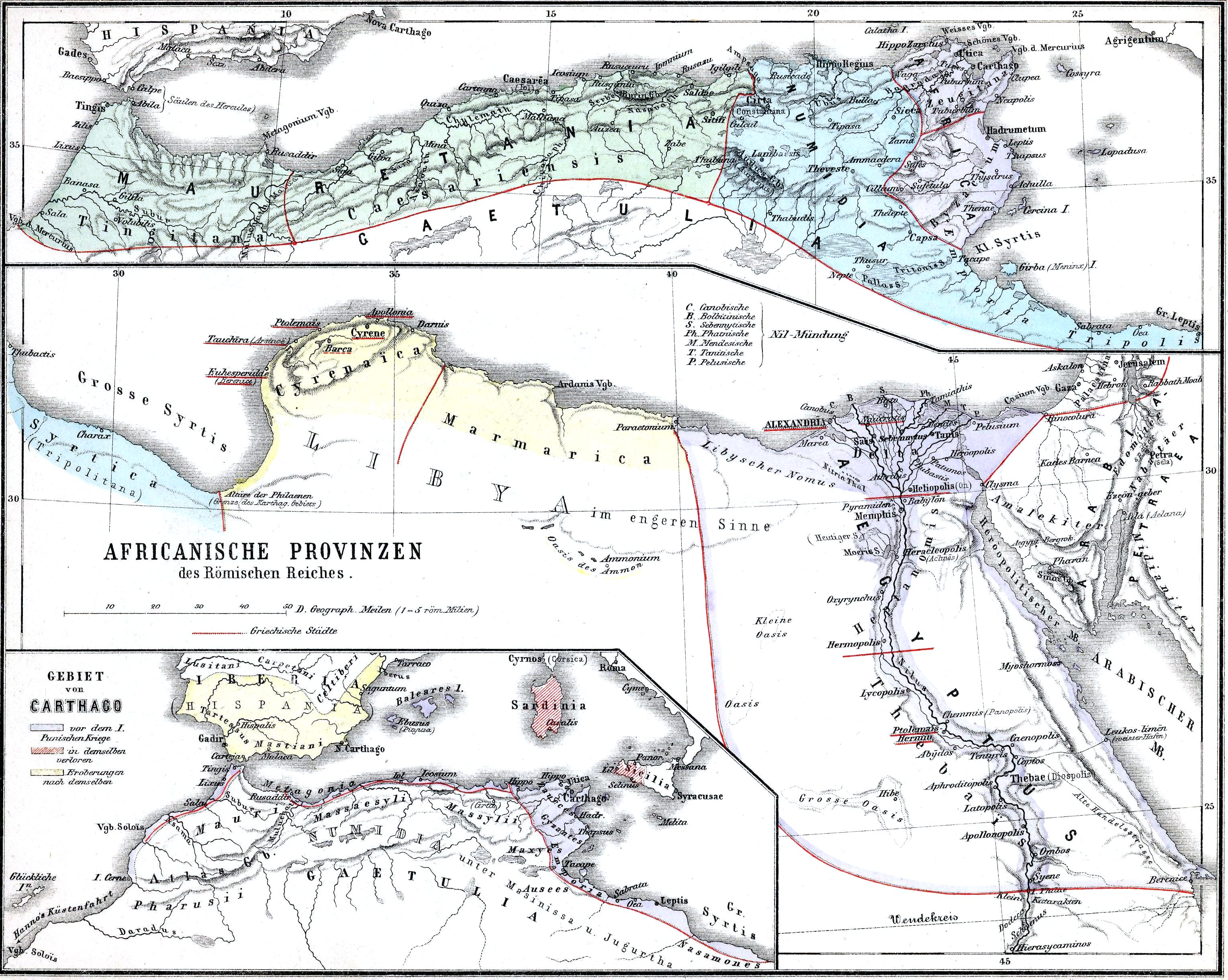
Provinciile romane din Africa de nord
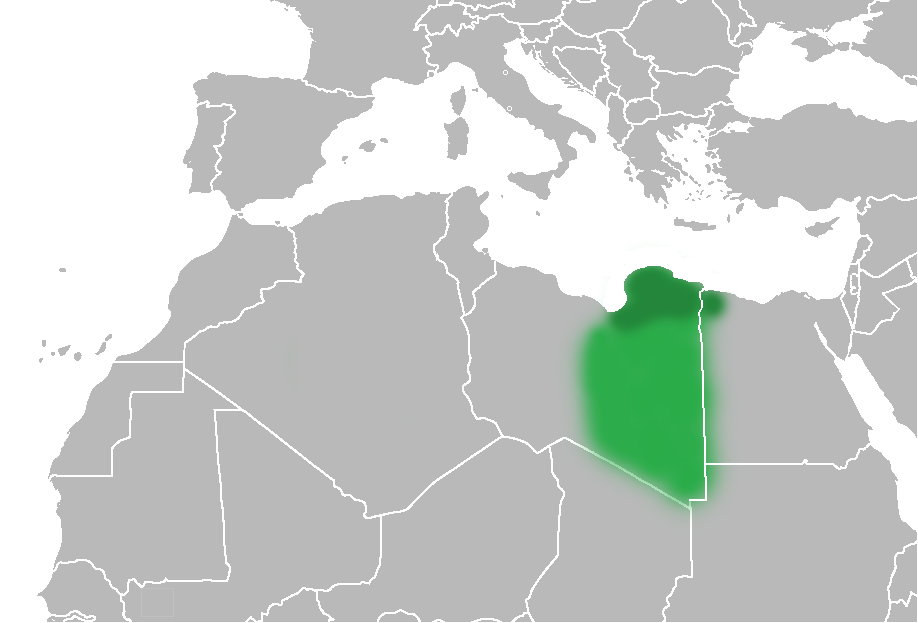
Harta provinciei Cyrenaica (cu verde)